# Sant'Andréa-di-Bozio
Sant'Andréa-di-Bozio (en cors Sant'Andria di Boziu) és un municipi francès, situat a la regió de Còrsega, al departament d'Alta Còrsega. L'any 1999 tenia 76 habitants.

## Demografia
| 1962 | 1968 | 1975 | 1982 | 1990 | 1999 |
| ---- | ---- | ---- | ---- | ---- | ---- |
| 96   | 122  | 106  | 104  | 63   | 76   |

## Administració
| Període | Identitat       | Partit | Qualitat |
| ------- | --------------- | ------ | -------- |
| 2008-   | Frédéric Orsini |        |          |